# Аватар (картинка)

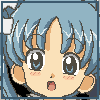
Пример аватара

Авата́р, авата́ра (просторечн. авата́рка, а́ва, ава́, от англ. avatar), а также юзерпик (англ. userpic, сокращение от англ. users picture — «картинка пользователя») — графическое представление пользователя, его альтер эго, игрового интернет-персонажа. Аватар может быть двухмерным изображением (иконкой) в веб-форумах, мессенджерах, чатах, порталах, блогах, социальных сетях или же трёхмерной моделью (виртуальные миры, массовые многопользовательские онлайновые игры). Кроме того, аватар может быть представлен в виде текста, что было распространено в эпоху текстовых MUD-игр. Основная цель аватара — публичное графическое представление пользователя.

## Назначение
Одна из целей использования аватара, которую преследует часть пользователей, — отразить какие-либо специфические черты характера пользователя и помочь создать достаточно точное впечатление у собеседников о его внутреннем духовном мире и статусе (этому же служит и т. н. никнейм). Также проявляется желание пользователя украсить свой профиль. Аватар является желательным (но не обязательным) атрибутом участника веб-форумов, он размещается рядом с каждым постом (сообщением) участника на темах форума. Кроме того, аватары упрощают восприятие обсуждения темы: позволяют легко ассоциировать сообщения с их авторами.

## Содержимое
Аватар может быть как произвольной картинкой, так и документальной или обработанной фотографией пользователя, выбираемой им свободно (хотя тот или иной ресурс может накладывать ограничения на тематику, чаще по этическим соображениям), в соответствии с его пожеланием. Файл изображения аватара может быть статическими либо анимированным (как графическим, так и видеофайлом), но обычно на большинстве ресурсов анимированные аватары запрещены техническими мерами (путём перекодировки всех поступающих изображений в формат JPEG), а где разрешены — запрещена «навязчивая анимация» и модераторам разрешено удалять их в соответствии с их представлениями о навязчивости.
Обычно размер аватара ограничен (на конкретном ресурсе) определённым числом пикселей (например, 64×64 или 100×100 пикселей) и/или размером файла (например, 10 Кб) с целью предотвращения чрезмерного потребления ресурсов хостинга. Значительная доля аватаров представляет собой фрагменты кадров художественных фильмов.

## История
Слово «аватар» в индуизме означает существо, воплощающее бога. Считается, что один бог может иметь множество воплощений, отличающихся своим видом, возможностями и характером. Например, у бога Вишну 22 аватара.
В компьютерных играх понятие «аватар» впервые было использовано в 1985 году в 4-й части компьютерной игры Ultima (Ultima IV: Quest of the Avatar). Серия приключенческих игр Ultima выпускалась с 1981 года. Стать «Аватаром» было целью четвёртой части игры. Поздние игры серии подразумевали, что игрок и есть «Аватар», то есть в игровом мире представлено его эго. Позже термин использовался в ролевой игре Shadowrun (1985) и онлайновой ролевой игре Habitat (1987).
Бурное развитие Интернета в последующие годы привело к активному использованию термина аватар в Интернете: блогах, форумах, сервисах мгновенных сообщений. В настоящее время существуют многочисленные сайты, помогающие создать или модернизировать аватар пользователя на основе исходно задаваемого изображения.